# 金拱敬
金拱敬（1612年6月5日—1661年），字翼如，號止庵，南直隸滁州人，明朝政治人物。

## 生平
崇禎九年（1636年）丙子科應天鄉試第六十六名舉人，崇禎十六年（1643年）癸未科易三房會試第129名，殿試二甲第二十二名進士。戶部觀政。崇禎十七年（1644年），授戶部江西司主事。弘光元年（1645年），升福建司郎中。
明亡仕清，任吏部考功清吏司郎中，順治辛丑（1661年）冬卒。歸葬琅琊鄉重熙洞山下的陳橋莊東160米處，俗稱將軍墓。

## 家族
曾祖金揚、祖金汝堅、父金若嵩（壽官）